# Bayerbach bei Ergoldsbach
Bayerbach bei Ergoldsbach (eller: Bayerbach b.Ergoldsbach) er en kommune i Landkreis Landshut, i regierungsbezirk Niederbayern i den tyske delstat Bayern. Den er en del af Verwaltungsgemeinschaft Ergoldsbach.

## Geografi
Bayerbach bei Ergoldsbach ligger i den nordøstlige del af Landkreis Landshut, omkring 25 km nordøst for Landshut og 35 km sydvest for Straubing.

### Inddeling
I kommunen er der ud over Bayerbach bei Ergoldsbach følgende landsbyer og bebyggelser:
- Böglkreuth
- Dünzlhof
- Dürnaich
- Feistenaich
- Feuchten
- Ganslmeier
- Gerabach
- Gillisau
- Greilsberg
- Hochmoos
- Hölskofen
- Kleinfeuchten
- Langenhettenbach
- Lottokreuth
- Mausham
- Mausloch
- Moosthann
- Neu-Birket
- Nißlpram
- Penk
- Pimperl
- Pram
- Runding
- Sand
- Waldeck
- Winkelmoos

### Nabokommuner
Bayerbach b.Ergoldsbach grænser til følgende kommuner:
- Ergoldsbach
- Postau
- Weng
- Mengkofen (Landkreis Dingolfing)
- Laberweinting (Landkreis Straubing)
- Mallersdorf-Pfaffenberg (Landkreis Straubing)